# Golpe de Estado en Argentina de 1966

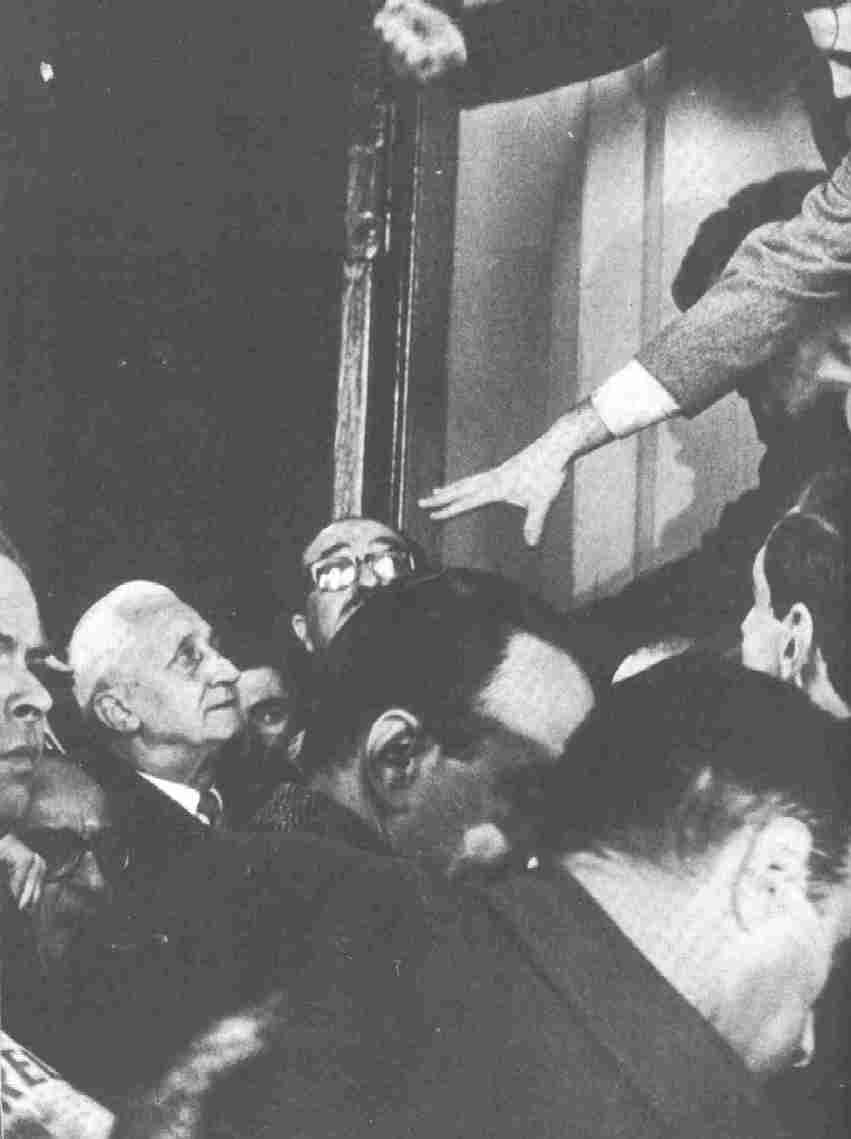
Illia abandonando la Casa de Gobierno, 28 de junio de 1966.

El golpe de Estado en Argentina de 1966 fue el derrocamiento de Arturo Umberto Illia por las Fuerzas Armadas el 28 de junio de 1966, iniciando la dictadura cívico-militar autodenominada «Revolución Argentina». Ese día fuerzas de la Policía Federal echaron a Illia de la Casa de Gobierno aunque lo dejaron en libertad. Después, la Junta Revolucionaria asumió el gobierno y procedió a derrocar a los gobernadores de todas las provincias, disolvió el Congreso, destituyó a los miembros de la Corte Suprema y disolvió todos los partidos políticos. Al día siguiente, invistió como presidente a Juan Carlos Onganía.

## Antecedentes
Arturo Umberto Illia había triunfado en las elecciones presidenciales de Argentina de 1963. El nuevo presidente asumió su cargo en un momento en el que la fuerza política mayor, el peronismo, estaba proscrita. En 1963, Illia anuló los contratos petroleros con las compañías extranjeras —la mayoría de los Estados Unidos—, hecho que enfadó a los estadounidenses y a las Fuerzas Armadas, afines a los intereses foráneos. También puso controles de precios para la carne, hecho que descontentó a la Sociedad Rural Argentina.
En agosto de 1964, el comandante en jefe del Ejército, Juan Carlos Onganía anunció en la Quinta Conferencia de jefes de Estado Mayor de los Ejércitos Americanos celebrada en la Academia Militar de los Estados Unidos. que Argentina adoptaba la doctrina de la seguridad nacional.
El presidente Illia fue víctima de una campaña psicológica por parte de periódicos tales como La Nación y La Prensa. Estos culpaban al Gobierno de todo tipo de problemas caricaturizando al jefe de Estado como una «tortuga». También fueron parte de dicha campaña los semanarios Primera Plana y Confirmado, vinculados al sector industrial. En agosto de 1965, la primera de estas publicaciones presentó a Onganía como aquel que podía solucionar los problemas que dejaba Illia.
Para el propio Illia, una de las principales causas de su derrocamiento fue haber rechazado una propuesta hecha por el empresario estadounidense Rockefeller sobre cambiar leyes del banco nacional para que este último pudiera instalar su prestigioso banco en Argentina sin problemas. Según el norteamericano esto le traería Argentina una devaluación del peso nacional al principio pero mucha inversión extranjera después que beneficiaria a la economía nacional. Entonces el presidente argentino sospechó de un posible engaño con motivo «imperialista» de parte de aquel empresario y le pregunto a Rockefeller la siguiente pregunta para confirmar su sospecha: 

¿Qué pensaría si el banquero argentino le exigiera al presidente de los Estados Unidos de América que cambie la ley de reserva federal para invertir en ese país?
Arturo Humberto Illia hacia 
John D. Rockefeller

La manera en que Rockefeller reaccionó, Illia dijo:

Cuando escuchó la traducción, Rockefeller se ruborizó, aunque no me crea, le aseguró que se ruborizó. Yo no le di tiempo para que balbuceara excusas, por lo que me di vuelta hacia el intérprete y le dije: “Dígale al señor Rockefeller que esta audiencia ha concluido”.

Illia se fue molesto de la reunión, no quería saber más de la propuesta.

## Desarrollo

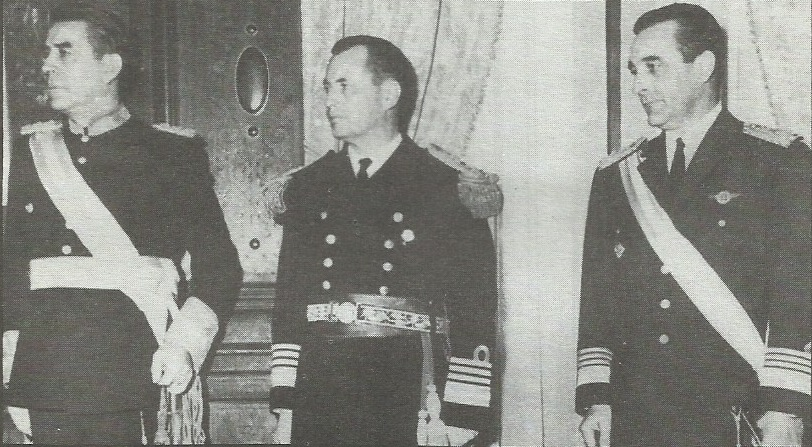
Los militares Pascual Pistarini, Benigno Ignacio Varela y Adolfo Álvarez.

La mañana del 28 de junio, tres militares, junto a la Guardia de Infantería de la Policía Federal Argentina, echaron a Illia de la Casa de Gobierno. Se produce primero una discusión bastante tensa donde Arturo Illia desmoraliza a los militares sublevados :
General «Alsogaray»: Vengo a cumplir órdenes del comandante en jefe.
Arturo Humberto Illia: El comandante en jefe de las Fuerzas Armadas soy yo; mi autoridad emana de esa Constitución, que nosotros hemos cumplido y que usted ha jurado cumplir. A lo sumo usted es un general sublevado que engaña a sus soldados y se aprovecha de la juventud que no quiere ni siente esto.
Alsogaray: En representación de las Fuerzas Armadas vengo a pedirle que abandone este despacho. La escolta de granaderos lo acompañará.
Illia: Usted no representa a las Fuerzas Armadas. Sólo representa a un grupo de insurrectos. Usted, además, es un usurpador que se vale de las fuerzas de los cañones y de los soldados de la Constitución para desatar la fuerza contra el pueblo. Usted y quienes lo acompañan actúan como salteadores nocturnos que, como los bandidos, aparecen de madrugada.
Alsogaray: Señor pres… Dr. Illia…
Varias voces: ¡Señor presidente! ¡Señor presidente!
Alsogaray: Con el fin de evitar actos de violencia le invito nuevamente a que haga abandono de la Casa.
.
Illia: ¿De qué violencia me habla? La violencia la acaban de desatar ustedes en la República. Ustedes provocan la violencia, yo he predicado en todo el país la paz y la concordia entre los argentinos; he asegurado la libertad y ustedes no han querido hacerse eco de mi prédica. Ustedes no tienen nada que ver con el Ejército de San Martín y Belgrano, le han causado muchos males a la Patria y se los seguirán causando con estos actos. El país les recriminará siempre esta usurpación, y hasta dudo que sus propias conciencias puedan explicar lo hecho.
???: ¡Hable por usted y no por mí!
Illia: Y usted, ¿Quién es, señor…?
Coronel «Perlinge»: ¡Soy el coronel Perlinger!
Illia: ¡Yo hablo en nombre de la Patria! ¡No estoy aquí para ocuparme de intereses personales, sino elegido por el pueblo para trabajar por él, por la grandeza del país y la defensa de la ley y de la Constitución Nacional! ¡Ustedes se escudan cómodamente en la fuerza de los cañones! ¡Usted, general, es un cobarde, que mano a mano no sería capaz de ejecutar semejante atropello!
Los titulares del Ejército, la Armada y la Fuerza Aérea asumieron como titulares de la «Junta Revolucionaria», que ejerció el Poder Ejecutivo Nacional hasta el día siguiente, cuando asumió el teniente general del Ejército Juan Carlos Onganía.

## Consecuencias
La dictadura de Onganía que le siguió al gobierno de Illia duró hasta 1970 cuando una serie de puebladas en varias partes del país y el asesinato de Aramburu por Montoneros condenaron su mandato. Durante ese periodo, Nelson Rockefeller volvió a caminar por las calles del país sin problema siendo bien recibido por la junta militar junto con sus ideas. El expresidente Arturo Illia se fue a trabajar a la panadería de un amigo, económicamente estaba igual a cuando asumió, no se había enriquecido. Cuando estaba en su lecho de muerte, dos de los militares que lo habían derrocado, Perlinger y Alsogaray, le enviaron una carta pidiéndole perdón por sublevarse en su contra. El doctor y presidente los perdonó.